# Fourth World
"Fourth World" (Quart Món) és una història narrada a través d'una metasèrie de títols d'interconnectats de còmics escrits i dibuixats per Jack Kirby, i publicats per DC Comics de 1970 a 1973. Tot i que no es van comercialitzar sota aquest títol fins als números d'agost-setembre de 1971 de New Gods i Forever People, els termes Fourth World i Jack Kirby's Fourth World (el Quart Món de Jack Kirby) s'han utilitzat durant els anys posteriors.

## Història de les publicacions

### Còmics inicials als anys setanta
A mesura que el sistema de distribució de còmics va començar a col·lapsar-se, Jack Kirby va preveure un dia en què els còmics haurien de trobar llocs de venda alternatius. A aquest efecte, Kirby va imaginar una sèrie finita que seria serialitzada i recollida en un tom després de la conclusió de la sèrie. Va començar el "Fourth World" a Superman's Pal Jimmy Olsen #133 (oct. 1970). DC Comics tenia previst introduir els títols de "Forth World" al novembre de 1970, al número del seu títol òmnibus previ, Showcase. Kirby es va oposar a això i Showcase va ser cancel·lada. Això va endarrerir la introducció dels títols de "Fourth World" fins a l'any següent. Els tres títols originals nous que constituïen el "Fourth World" van ser Forever People, Mister Miracle i The New Gods.
Descontent amb Marvel Comics en aquell moment, ja que havia creat o co-creat una gran quantitat de personatges sense tenir drets d'autor ni custòdia creativa d'aquests, es va dirigir a l'editorial rival DC Comics, amb els seus esbossos i dissenys per a un nou grup d'herois i vilans. Com l'autor Marc Flores, que escriu amb el pseudónim Ronin Ro, va descriure: 
| « | The idea of the New Gods had come to Jack years earlier, when he was plotting 90 percent of the "Tales of Asgard" stories in Thor. He wanted to have two planets at war and end with Ragnarok, the battle that would kill Thor's lucrative pantheon. Instead, he tried the idea in his Inhumans stories. Now he was presenting it in its original context. Though he wouldn't ever say it publicly, the New Gods books started right after the gods in Thor killed one another. The first page of Orion of the New Gods showed the same scenes from Thor—a planet torn in half and armored gods holding swords and dying on a fiery battleground | La idea dels New Gods l'havia tingut Jack anys abans, quan traçava el 90 per cent de les històries de "Tales of Asgard" a Thor. Volia tenir dos planetes en guerra i acabar amb el Ragnarok, la batalla que mataria el lucratiu panteó de Thor. En lloc d'això, va provar la idea a les seves històries dels Inhumans. Ara la presentava en el seu context original. Tot i que no ho diria mai públicament, els llibres de New Gods van començar just després que els déus de Thor es matessin els uns als altres. A la primera pàgina d'Orió dels nous déus es mostraven les mateixes escenes de Thor: un planeta trencat per la meitat i déus blindats que sostenien espases i que morien en un terreny de batalla ardent | » |
| — Ronin Ro, Tales to Astonish: Jack Kirby, Stan Lee, and the American Comic Book Revolution pàgina 148. Bloomsbury Publishing. Londres 2004 ISBN 1-58234-345-4 | | |   |

The Fourth World" va tractar la batalla entre el bé i el mal, tal com representats pels mons de New Genesis (Nova Gènesis) i Apokolips. Darkseid, el maligne senyor d'Apokolips, busca l'equació antivida que li permeti controlar els pensaments de tots els éssers vius. S'hi oposarà Orion, el seu fill criat pel Highfather i els seus enemics a New Genesis. Entre els altres personatges atrapats a la mortal batalla s'incloïen els Forever People, una extensió del concepte de colla infantil dels anys quaranta amb un grup d'adolescents que no tenien cap supervisor adult; Mister Miracle, un nadiu de New Genesis criat a Apokolips que va triomfar durant una infantesa torturada per convertir-se en el més gran artista escapista del món; i Lightray, l'heroi guerrer de New Genesis. Les seves aventures els portarien a la Terra on va continuar la guerra.
Els personatges del quart món van reaparèixer en diversos títols. El 1976, els Nous Déus van ser presentats en l'últim número de 1st Issue Special. La sèrie New Gods es va tornar a iniciar al juliol de 1977 i, amb el 1st Issue Special, encara una publicació relativament recentment, va continuar la història d'aquest número. Tot i que el títol es va mantenir com "The New Gods" a la manxeta i va conservar la seva numeració original, llançant-se amb el número 12, les portades van portar el títol "The Return of the New Gods". Gerry Conway va escriure la sèrie i Don Newton la va dibuixar. Mister Miracle es va unir amb Batman tres vegades a The Brave and the Bold i la sèrie Mister Miracle va ser revifada al setembre de 1977 per Steve Englehart i Marshall Rogers. Steve Gerber i Michael Golden van produir tres números acabant amb el número 25 (setembre de 1978) amb diverses històries sense resoldre. Mister Miracle va fer equip amb Superman a DC Comics Presents # 12 (agost 1979) i New Gods va conèixer la Justice League of America i la Justice Society of America a Justice League of America # 183-185 (octubre-desembre 1980). L'argument de "The Great Darkness Saga" de Legion of Super-Heroes vol. 2 presentarà aquell equip que lluita contra Darkseid mil anys en el futur.

### Sèrie de reimpressió de 1984
El 1984, DC Comics va reimprimir els 11 números originals de The New Gods de Jack Kirby en una sèrie limitada de sis números. Els cinc primers números van imprimir dos exemplars consecutius de la sèrie original. El número final de la mini sèrie seria originalment destinat a incloure una reimpressió de New Gods vol. 1 # 11 i una nova història de 24 pàgines que conclouria la sèrie i acabaria amb Darkseid i Orion morts. Els editors de DC van impedir que Kirby utilitzés el seu final original previst. En canvi, Kirby va convertir en una història única anomenada "On the Road to Armagetto", que també va ser rebutjada, a causa del fet que no contenia un final definitiu de la sèrie. En el seu lloc, es va publicar una nova història de 48 pàgines anomenada "Even Gods Must Die", en el sisè número de la sèrie de reimpressió, que al seu torn va servir de pròleg de la propera novel·la gràfica The Hunger Dogs, que els editors de DC van posar en relleu amb l'objectiu de concloure. les sèries.
The Hunger Dogs va ser dissenyat per acabar amb la història dels New Gods, alhora que es complien els mandats editorials que es mantinguessin vius per tal d'assegurar l'ús futur dels personatges per part dels escriptors posteriors. Va incorporar diverses pàgines de la història inèdita "On the Road to Armagetto" i va acabar la sèrie New Gods de Kirby a la finalització de la batalla final entre Orion i Darkseid quan els "gossos de fam", els ciutadans torturats d'Apokolips, derroquen finalment Darkseid. i el seu règim, obligant Darkseid i els seus aliats a l'exili.

### Renaixements posteriors
Paral·lelament a la sèrie de reimpressió New Gods de DC el 1984, Kirby va treballar en dues sèries limitedes de còmics de Super Powers, per a DC Comics, en què va continuar els personatges i la mitologia del Fourth World.
Una minisèrie de Forever People es va publicar el 1988. Mister Miracle va ser presentat a la Justice League International per J.M. DeMatteis i Keith Giffen i una sèrie pròpia escrita per DeMatteis. Els personatges del Fourth World van tenir un paper destacat a Cosmic Odyssey, que va donar lloc a una tercera sèrie New Gods (febrer de 1989 - agost de 1991), escrita per Mark Evanier, que va afegir detalls sobre la història de molts nous déus, sobretot introduint Yuga Khan, el pare de Darkseid. Una quarta sèrie New Gods va ser llançada a l'octubre de 1995, i una tercera sèrie Mister Miracle a l'abril de 1996. Totes dues van ser substituïdes al març de 1997 per la sèrie Jack Kirby's Fourth World, escrita i dibuixada per John Byrne. Walt Simonson va escriure i va dibuixar una sèrie d'Orion en solitari des de juny de 2000 a juny de 2002.
L'escriptor Grant Morrison va utilitzar part la mitologia del Fourth World en diversos títols on va treballar, inclosa la seva carrera a JLA, amb Orion i Big Barda fent-se membres i, més recentment, a les metaseries dels Seven Soldiers, en què els nous déus, especialment Mister Miracle, van tenir un paper important. Se'ls veu creant Aurakles, el primer superheroi.
La sèrie limitada Death of the New Gods (octubre de 2007 - abril de 2008) va ser escrita i dibuixada per Jim Starlin. Final Crisis va provocar la fi del quart món i l'inici del cinquè, ja que Darkseid va ser destruït per sempre i els heroics New Gods (sense Scott Free ni Orion) renaixen i són guardians de la Terra-51, la llar de Kamandi.
Amb el reinici de l'Univers DC després de Flashpoint, les morts dels New Gods i Darkseid s'han eliminat del cànon i els personatges continuen actius. En particular, Darkseid i el seu oncle Steppenwolf i els seus atacs a l'Univers principal de DC i la Earth 2 (Terra 2) tenen un paper important en l'augment dels superherois: les versions de Earth 2 de Superman, Batman i Wonder Woman moren lluitant amb Steppenwolf mentre que la Lliga de la Justícia de la Terra 1 es forma específicament per lluitar contra Darkseid i frustrar la seva invasió a la Terra.
Una nova versió 52 de Forever People va debutar a la sèrie Infinity Man and Forever People. Serifan és ara Serafina, la germana de Vykin, i Beautiful Dreamer ha estat rebatejada com a Dreamer Beautiful.

## Fitfh World
Al desembre de 2007, el director executiu de DC, Dan DiDio, estava parlant de les conseqüències de Death of the New Gods i va assenyalar la creació del Fifth World (cinquè món); van dir: "És l'arribada del Cinquè Món... Crec que hem telegrafiat tant que els nous déus arriben a un renaixement, i la història que expliquem amb ells ara és una continuació de la història que es va establir quan Kirby va concebre el concepte. Parlem de la mort: Kirby va explotar mons al començament de la sèrie. La història va començar amb: "Els vells déus van morir!" cosa que va fer lloc als nous déus: recollim aquest fil i engegem l'Univers DC al futur ".
Aquesta sèrie va conduir cap a Final Crisis. DiDio va aclarir més coses, dient que "el quart món s'ha acabat. La batalla entre les forces de Darkseid i les de Highfather s'ha acabat i hi ha una nova direcció per als personatges en el que serà considerat com el Fifth World." L'escriptor de la sèrie, Grant Morrison, va afegir: “Als llibres del Fourth World de Jack Kirby ... està força clar que els nous déus coneixen la Terra des de fa temps i a JLA des de fa deu anys, vaig suggerir que part del seu interès en nosaltres estava arrelat al fet que la Terra estava destinada a convertir-se en el bressol d'una nova raça de superdivinitats del “Fifth World”; una eventualitat que Darkseid té moltes ganes d'evitar que es produeixi ". Durant aquesta carrera a JLA, Morrison va fer que Metron pronunciés un discurs on es van exposar els principis generals: 
Més endavant, a la història de la JLA "Wold War III" (Tercera Guerra Mundial), el diàleg de Metron és més específic: "Com New Genesis és al Forth World, la Terra ho serà pel Fifth que ve".

## Edicions de recopilació

### TPB
Els títols del "Quart món" produïts per Kirby van ser reimpresos per DC en format de TPB (trade paperback en català llibres en tapa rústica) a principis dels anys 2000 en blanc i negre en lloc de colors, encara que els preludis del Superman's Pal Jimmy Olsen van ser reimpresos en color.
- Els nous déus de Jack Kirby, recull The New Gods # 1–11; 304 pàgines, desembre de 1997, ISBN 978-1563893858[33]
- Mister Miracle : 
  - Jack Kirby's Mister Miracle: Super Escape Artist recull Mr. Miracle # 1-10, 256 pàgines, setembre de 1998, ISBN 978-1563894572[34]
  - Jack Kirby's Fourth World: Featuring Mister Miracle, recull Mister Miracle # 11–18, 187 pàgines, juliol de 2001, ISBN 978-1563897238
- Jack Kirby's The Forever People recull The Forever People # 1–11, 288 pàgines, octubre de 1999, ISBN 978-1563895104[35]
- Jimmy Olsen: Adventures by Jack Kirby
  - El volum 1 recull Superman's Pal Jimmy Olsen # 133–141, 183 pàgines, juliol de 2003, ISBN 9781563899843[36]
  - El volum 2 recull Superman's Pal Jimmy Olsen # 142–150, 192 pàgines, octubre de 2004, ISBN 9781401202590[37]

### Omnibus
DC va reimprimir tota la saga del Quart Món en publicar-los en una col·lecció de quatre llibres de llibre dur titulada Jack Kirby's Fourth World Omnibus el 2007-2008. Els volums recullen les sèries New Gods, Forever People i Mister Miracle juntament amb la cursa de Kirby a Pal Jimmy Olsen de Superman. A més, el quart Omnibus incloïa els números restants de Mister Miracle, Forever People i New Gods, les entrades de personatges del quart món que van ser escrites per a Who's Who: The Definitive Directory of the DC Universe, les 48 pàgines "Fins i tot els déus han de morir!" història publicada al darrer número de la sèrie de reimpressió de Baxter de 1984 i a la novel·la gràfica The Hunger Dogs. La sèrie va ser reeditada en paperback a partir del final del 2011. El 2017, en honor del centè aniversari de Kirby, DC Comics va llançar un nou òmnibus de Fourth World en tapa dura que recull la història íntegrament. El material addicional inclou assaigs dels autors Mark Evanier i Walter Simonson, així com una secció especial de llapis, perfils i pinups de Kirby. La col·lecció es va publicar el 12 de desembre de 2017.
- Jack Kirby's Fourth World Omnibus
  - El volum 1 recull Forever People # 1-3, Mister Miracle # 1-3, The New Gods # 1–3, Superman's Pal Jimmy Olsen # 133–139, 396 pàgines, maig de 2007, ISBN 978-1401213442 (tapa dura);[41] desembre de 2011, ISBN 978-1401232412 (paperback)[42]
  - El volum 2 recull Forever People # 4–6, Mister Miracle # 4-6, The New Gods # 4-6, Superman's Pal Jimmy Olsen # 141–145, 396 pàgines, agost de 2007, ISBN 978-1401213572 (tapa dura);[43] Abril de 2012, ISBN 978-1401234409 (paperback)[44]
  - El volum 3 recull Forever People # 7–10, Mister Miracle # 7–9, The New Gods # 7–10, Superman's Pal Jimmy Olsen # 146–148, 396 pàgines, novembre de 2007, ISBN 978-1401214852 (tapa dura);[45] Agost de 2012, ISBN 978-1401235352 (paperback)[46]
  - El volum 4 recull Forever People # 11; Mister Miracle # 10–18; The New Gods # 11; "Even Gods Must Die" procedent de The New Gods vol. 2, # 6; DC Graphic Novel # 4: "The Hunger Dogs", 424 pàgines, març de 2008, ISBN 978-1401215835 (tapa dura);[38] desembre de 2012, ISBN 978-1401237462 (paperback)[47]
- Jack Kirbys Fourth World Omnibus HC, recull el Superman's Pal Jimmy Olsen # 133–139 i # 141–148, The Forever People # 1–11, The New Gods # 1–11, Mister Miracle # 1–18, New Gods vol. 2 # 1–6, DC Novel·la gràfica # 4: "The Hunger Dogs" i Who's Who: The Definitive Directory of the DC Universe # 2–3, 6, # 8-18, # 20, # 22 i # 25, 1.536 pàgines, desembre de 2017, ISBN 978-1401274757 (tapa dura)

## Premis
Jack Kirby va rebre el premi Shazam per les metasèries originals de la categoria "Assoliment especial per part d'una persona" el 1971.
El 1998, Jack Kirby's New Gods de Jack Kirby, editat per Bob Kahan, va guanyar tant el premi Harvey al "Millor Projecte de Reimpressió Domèstica" i el Premi Eisner per "Millor Col·lecció / Projecte Arxivístic".